# Colpodium altaicum
Colpodium altaicum là một loài thực vật có hoa trong họ Hòa thảo. Loài này được Trin. ex Ledeb. mô tả khoa học đầu tiên năm 1829.